# Cyklostezka Svratka – Herálec

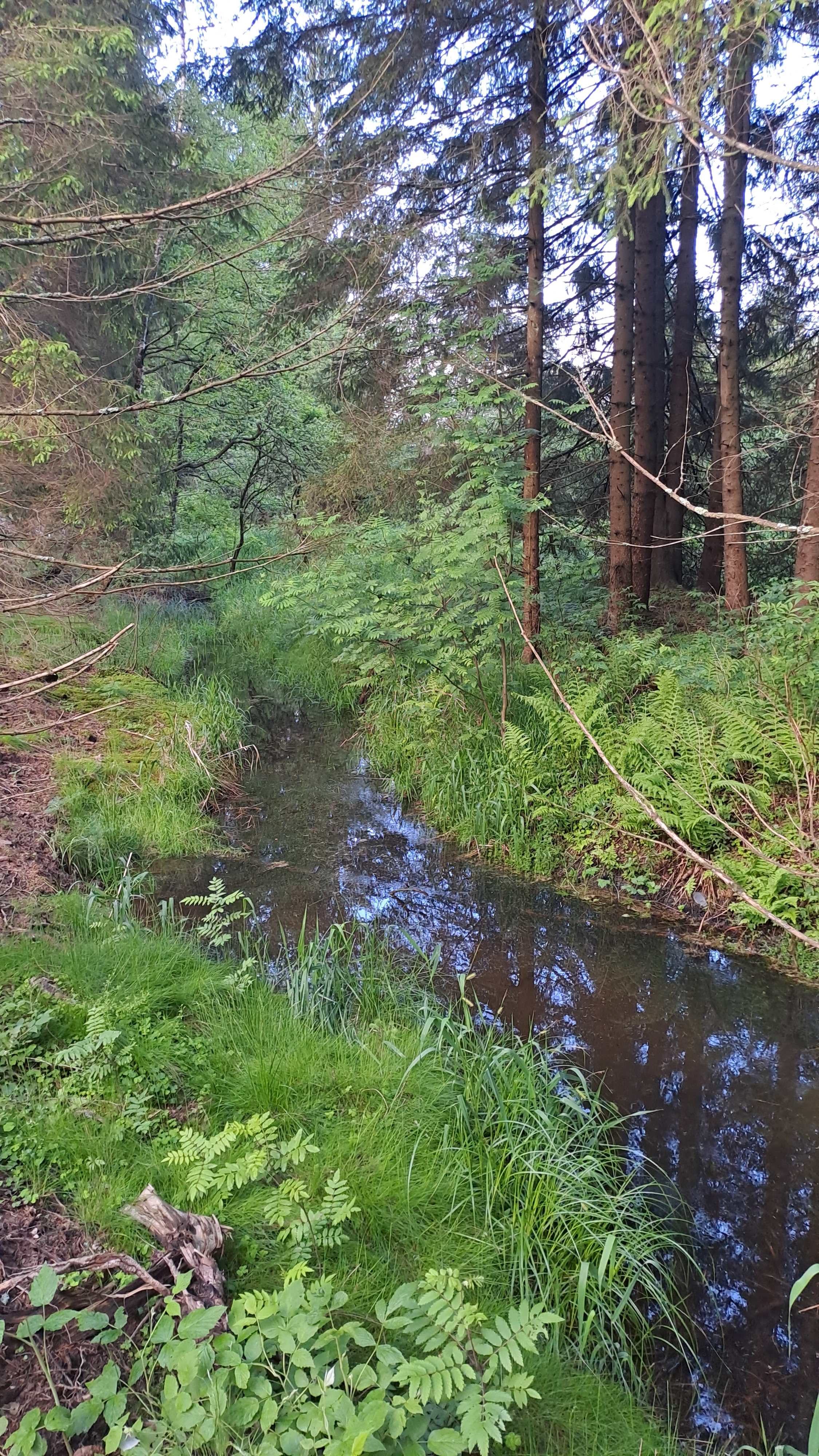
Obecní les a meandr řeky Svratky - okolí cyklostezky Svratka - Herálec

Cyklostezka Svratka – Herálec spojuje město Svratka s obcí Herálec a vede přírodní krajinou CHKO Žďárské vrchy. Byla otevřena v roce 2023.

## Příprava a realizace
Výstavba cyklostezky se připravovala přibližně 4 roky. Stavební práce začaly na jaře roku 2023 a byly dokončeny v listopadu téhož roku. Cena byla cca 25 000 000 Kč, 2 miliony Kč poskytl Fond Vysočiny, 3 miliony napůl Svratka a Herálec, Státní fond dopravní infrastruktury zafinancoval zbývající část.

## Trasa

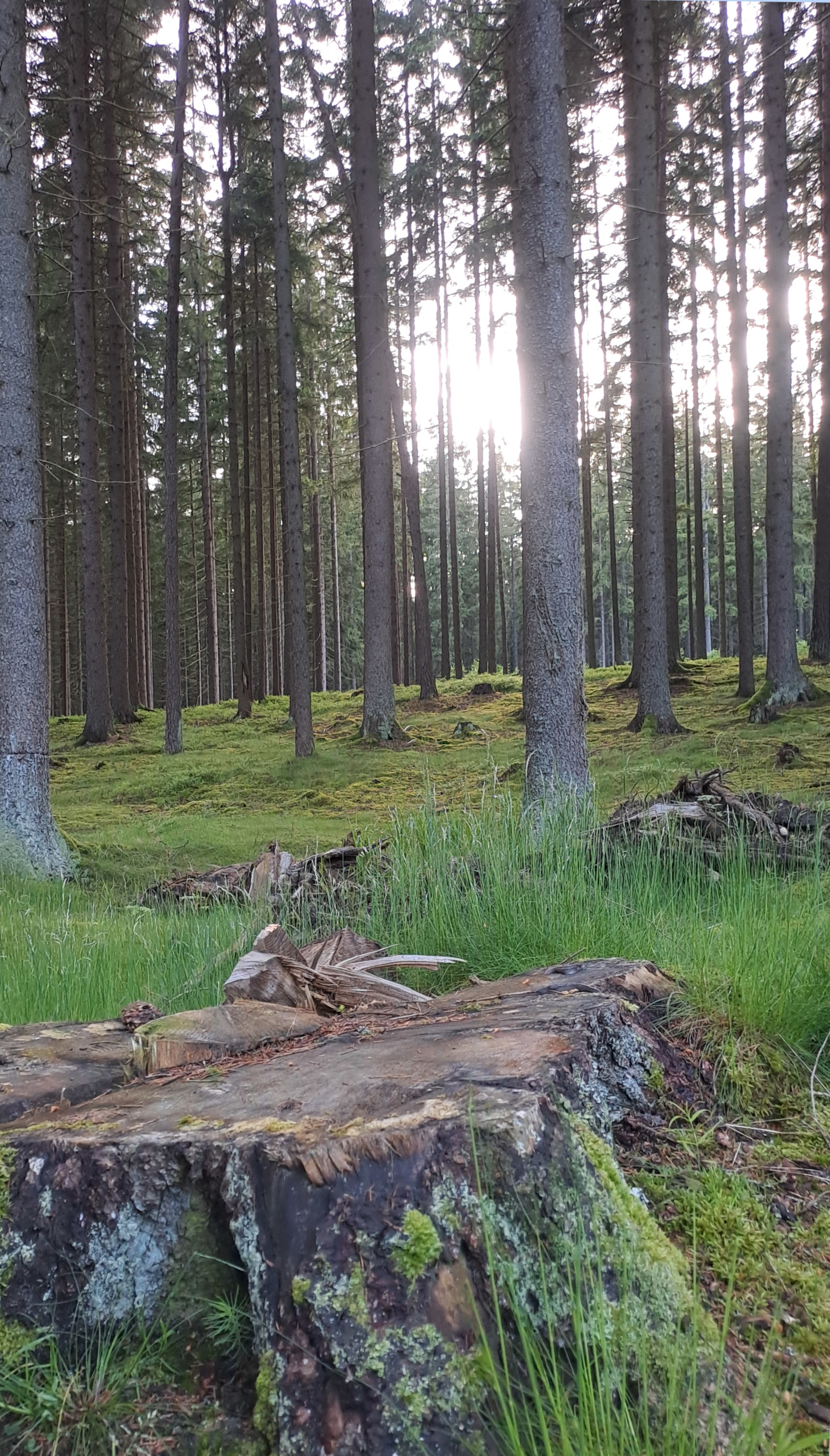
Obecní les - cyklostezka Svratka-Herálec

Cyklostezka je dlouhá necelé 3 km a výrazně zkracuje pro cyklisty a chodce spojení mezi oběma sídly. Ve směru ze Svratky je vedena podle silnice II/343, poté zabočuje do Obecního lesa, pokračuje po Tučkově cestě, a pak kolem Melezínkovy studánky po okraji lesa. Dále vede po louce do Herálce opět podél silnice II/343 a podél upraveného toku řeky Svratky. Ta byla v této oblasti uměle napřímena a za pomoci evropské dotace vrácena do svého původního koryta.